# Погальников, Юрий Иванович
Юрий Иванович Погальников (7 июля 1939, Москва, СССР — 20 октября 1994, Минск, Белоруссия) — советский футболист, нападающий. Заслуженный тренер Белорусской ССР (1989).

## Карьера
Воспитанник ДЮСШ «Спартак» Москва.
За свою карьеру выступал в советских командах «Спартак» Москва, «Терек» Грозный, «Динамо» Минск и «Торпедо» Минск.